# Dimitri Nikolaïevitch Bloudov
Le comte Dimitri Nikolaïevitch Bloudov (en russe : Дми́трий Никола́евич Блу́дов), Bludow  ou Bloudoff, en français d'avant 1960, né en 1785 et mort en 1864, est un homme politique russe, plusieurs fois ministre des tsars Nicolas I et Alexandre II.
Il est ambassadeur à Londres en 1817-1818. Sous le règne de Nicolas I, il est ministre adjoint de l'Education (1826–1828), ministre de la Justice (1830–31 et 1838–39), ministre de l'Intérieur (1832–38). Sous le règne d'Alexandre II, il préside le Comité secret créé en 1861, dont la mission est la réforme de l'appareil judiciaire de la Russie impériale.
Il est président du Conseil des ministres de 1861 à 1864.

## Biographie
Après avoir fait ses études a l'université de Moscou, il entre dans la diplomatie, successivement secrétaire de légation à Stockholm et à Vienne, chargé d'affaires à Londres, et sut gagner toute la confiance de Karamsine, qui le chargea, avant de mourir, de terminer la publication de son Histoire de Russie.
Lorsque, en 1825, Nicolas I monte sur le trône Bloudov est nommé secrétaire d'Etat et conseiller intime. Chargé du portefeuille de l'intérieur (1832), puis de celui de la justice (1839), il est appelé presque aussitôt à remplacer Speransky comme président de la commission de législation, et reçoit, en 1842, le titre de Comte. Il se signale dans ces dernières fonctions, notamment en faisant promulguer des oukases ayant pour objet d'améliorer la situation des serfs, de leur permettre de passer des contrats avec leurs maîtres et de devenir propriétaires. En 1846, le comte de Bludow se rendit à Rome, où il négocia avec le Saint-Siège un traité réglant la situation du clergé catholique en Russie.
Lorsque, en 1855, Alexandre II succède à Nicolas, M. de Bloudov ne voit diminuer en rien le crédit dont il avait joui sous le précédent empereur. Nommé, cette même année, président de l'Académie des sciences de Saint-Pétersbourg, il est, trois ans plus tard, appelé à faire partie du comité institué pour prendre les mesures nécessaires à l'affranchissement des serfs et en devint un des membres les plus influents. Enfin, quand, en 1861 le prince Orloff quitta les affaires pour des raisons de santé, le comte de Bloudov fut désigné par l'empereur pour prendre la présidence du conseil des ministres et celle du conseil de l'empire.
Dans sa longue carrière, cet homme d'Etat est resté constamment le partisan de l'autocratie et du régime absolutiste, on s'accorde néanmoins à reconnaître en lui un excellent diplomate et un administrateur habile. Son fils aîné, André de Bludow, a suivi la carrière diplomatique et a été successivement chargé d'affaires à Hanovre, conseiller d'ambassade à Londres et ministre de Russie à Athènes.
Il avait un certain goût pour la littérature et le salon qu'il tenait chez lui a été favorablement évoqué par Léon Tolstoï.